# Специфична запаљења спољашњег ува
Специфична запаљења спољашњег ува, иако су у савременом свету све ређа, могу бити: туберкулоза, лупус, луес, склеромни инфилтрат.

## Туберкулоза спољашњег ува
Иако се туберкулоза, данас јавља много ређе него ранијих година, она је ипак присутна. Најчешћи је пролиферативни облик туберкулозе. Он се покаткад виђа у ресици ушне шкољке, у виду глатког или лако неравног лобулуса бледоливидне боје и паренхимске конзистенције. Притиском на кожу предметним стакалцем, кроз њега се уочава жућкасти инфилтрат под епителом. 
Ова врст туберкулозе ранијих година доводила се у везу са некадашњим обичајем да се буши ресица ува у сврху ношења наушница. До туберкулозне инфекције могло је доћи преношењем клица иглом и прстима. Ношење наушница је обичај који вуче порекло из прадавних времена људске историје, кад је наушница требало да чува човека од злих духова, урока и болести. Данас се бушење лобулуса опет све више врши, због украшавања -  пирсинга, али због примене савремених мера антисепсе инфекције су ретке.

## Лупозни облик туберкулозе коже спољашњег ува
Као и на другим местима на лицу, тако и на ушној шкољци и у њеној околини може се развити лупус. Промене су изразито хроничног тока. Основна ефлоресценца је лупом, чворић (инфилтрат) величине сочива, мекане конзистенције, загаситоцрвене боје. Инфилтрати се постепено шире према периферији, и немају склоности ка распадању и улцерацијама. 
У средини оболелог подручја, временом, инфилтрате замењује атрофичан и врло чврст ожиљак, који има склоност да се у већој мери скврчи. То стезање доводи постепено до деформације хрскавичних делова испод оболеле коже. На периферији ожиљка, каткад и у његовим централним деловима, јављају се нови инфилтрати.

### Клиничка слика
Клиничка слика је веома полиморфна због налаза лупома у различитим еволутивним фазама, који могу бити интактне површине, са некрозом, плићим или дубљим улцерацијама прекривеним крустом или крустосквамама, на чијим основама се касније формирају ожиљци који су неравни, јаче или слабије пребојени. 
Мутилација облика, атрофија хрскавичних делова и испреплетани ожиљак са атрофичниом кожом свиленкастог сјаја дају болеснику карактеристичан изглед. Болест је ретко ограничена само на једно место на лицу, а у том случају је нос главно предилекционо место.

### Прогноза
Прогностичка неповољност је могућност развијања планоцелуларног крацинома коже на лезијама и ожиљцима. У крајњем стадијуму може од ушне шкољке да остане само мали део, широко прирастао уз подлогу, а отвор слушног ходника може бити у великој мери сужен.

## Луетичка запаљења спољашњег ува
Луетичка запаљења на спољашњем уву постала су врло ретка. 

## Склеромни инфилтрати спољашњег ува
Склеромни инфилтрати  у слушном ходнику, као последица ширења процеса из назофаринкса кроз Еустахијеву цев и средње уво, описани су само у изузетним случајевима.

## Терапија
Терапија туберкулозних облика болести
Лечење је увек дуготрајно. Ординирају се туберкулостатици у комбинацији од најмање два или три. Ординирана терапија мора да буде континуирана све до потпуног ишчезавања знакова активности болести. Спонтаног излечења нема, али је могуће заустављање процеса и његова активација и на местима створених ожиљака. 
Лечење свих облика кожне туберкулозе на спољашњем уву спроводи се по савременим дерматолошким начелима у виду локалних и општих мера. Локална терпија је неспецифична. То су дезинфекциона прања, антибиотске масти, а код верукозне туберкулозе кератолитици са криотерапијом у циљу бржег разарања промена. 
Међу локалне мере лечења спада и  хируршка интервенција. Она је потребна да се одстрани ожиљаста стеноза на улазу у слушни ходник. Понекад, на основу саветовања са дерматологом, може доћи у обзир и одстрањење изолованог инфилтрата.